# Виноградов, Александр Иванович (Герой Социалистического Труда)
Александр Иванович Виноградов (14 ноября 1924, село Антоновское — 2001) — советский партийный деятель, Герой Социалистического Труда (1973).

## Биография
Окончил среднюю школу в городе Красный Холм, затем прошёл военную подготовку в Ярославском военном пулемётно-миномётном училище, был выпущен в 1943 году в звании младшего лейтенанта. Участвовал в Великой Отечественной войне на территории Смоленской области, Белоруссии, Западной Украины, Чехии, Германии, в том числе в Львовско-Сандомирской операции, был награждён тремя орденами Отечественной войны, орденом Красной Звезды, рядом медалей.
После войны работал в Антоновском сельском совете, возглавлял сперва Кесовогорский, а затем Кашинский райисполкомы. В 1965—1988 годах занимал должность первого секретаря Сандовского районного комитета КПСС. Награждён рядом государственных наград.

## Награды
- 1973 — Золотая Медаль «Серп и Молот» Героя Социалистического Труда и орден Ленина
- два ордена Отечественной войны 1 степени
- Орден Отечественной войны 2 степени
- Медаль «За победу над Германией в Великой Отечественной войне 1941—1945 гг.»